# Binz (Rügen)
Binz es un municipio situado en el distrito de Pomerania Occidental-Rügen, en el estado federado de Mecklemburgo-Pomerania Occidental (Alemania), a una altitud de 7 metros. Su población a finales de 2016 era de 5000 habs. y su densidad poblacional, 210 hab/km².
Se encuentra al este de la isla de Rügen, junto al mar Báltico.